# Novorozenecký screening
Novorozenecký screening (NS) je součástí programu veřejného zdravotnictví. Jedná se o vyšetření novorozenců na onemocnění, která jsou léčitelná, ale klinicky se v novorozeneckém věku nemanifestují. Cílem je včas identifikovat novorozence ohrožené těmito chorobami, aby bylo možné potvrdit diagnózu a poskytnout jim léčbu, která klinickým projevům buď zabrání, nebo je alespoň zmírní. Novorozenecký screening byl zaveden po objevu možnosti léčit poruchu metabolismu aminokyseliny fenylalaninu (fenylketonurii) včasnou úpravou stravy. Včasný zásah má totiž u tohoto onemocnění zásadní význam. Novorozenci s fenylketonurií se při narození na první pohled nijak neliší od svých zdravých vrstevníků, nejsou ale schopni metabolizovat esenciální aminokyselinu fenylalanin, což vede k nevratným poruchám intelektu. V 60. letech vynalezl Robert Guthrie jednoduchou mikrobiologickou metodu, založenou na inhibici růstu bakterií, která dokázala vysoké hladiny fenylalaninu v krvi detekovat krátce po narození. Guthrie také zavedl odběr krve na filtrační papír, protože si uvědomoval, že pokud se má testování provádět ve velkém měřítku, je zapotřebí jednoduchý systém, který umožní snadnou přepravu vzorků. V dnešní době se novorozenecký screening po celém světě stále provádí pomocí filtračního papíru. Poprvé byl novorozenecký screening zaveden ve Spojených státech amerických v 60. letech a od té doby se rozšířil do mnoha zemí světa.
Screeningové programy jsou obvykle zajišťovány státem či řídícími orgány. Cílem těchto programů je vyšetřit všechny novorozence v dané oblasti na definovanou skupinu léčitelných chorob. Počet těchto vyšetřovaných chorob určují jednotlivé země a velmi se liší stát od státu. Při většině vyšetření novorozeneckého screeningu se ve vzorcích plné krve na filtračním papíře měří hladiny metabolitů nebo enzymatická aktivita. V některých programech novorozeneckého screeningu jsou zahrnuty testy na ztrátu sluchu prováděné přímo u lůžka pacienta pomocí sluchové odezvy mozkového kmene, a také vyšetření na vrozené srdeční vady pomocí pulzní oxymetrie. Novorozenci s pozitivním výsledkem musí podstoupit další testování, aby se zjistilo, zda jsou skutečně nemocní či zda byl výsledek testu falešně pozitivní. Další testování obvykle probíhá ve spolupráci genetika s pediatrem novorozence nebo lékařem primární péče.

## Historie
Zásluhy za zavedení prvního screeningového programu patří Robertu Guthriemu. Ten na konci 60. let 20. století zavedl screening na fenylketonurii pomocí laboratorní metody založené na inhibici růstu bakterií (bacterial inhibition assay – BIA/ Guthrieho test). Ve vzorcích krve se tehdy měřily hladiny fenylalaninu. Tyto vzorky byly získávány odběrem z patičky novorozence na filtrační papír druhý den života.
V 70. letech 20. století bylo do novorozeneckého screeningu přidáno další onemocnění – kongenitální hypotyreóza. Guthrie a jeho kolegové také vyvinuli laboratorní metodu na detekci leucinózy a klasické galaktosémie. Tato metoda byla opět založena na inhibici růstu bakterií.
Na začátku 90. let vedl rozvoj tandemové hmotnostní spektrometrie (MS/MS) k rozsáhlému rozšíření počtu vrozených poruch metabolismu, které dokáže testování zachytit. Tyto choroby jsou charakterizovány poruchami metabolismu aminokyselin a acylkarnitinů.
V mnoha částech světa byl Guthrieho test nahrazen tandemovou hmotnostní spektrometrií. Filtrační papír, který také vynalezl, se však stále používá po celém světě a každý rok tak umožňuje vyšetření milionů novorozenců po celém světě.
Ve Spojených státech amerických doporučila Americká společnost lékařské genetiky a genomiky (ACMG – American College of Medical Genetics and Genomics) jednotný seznam chorob, na které by měli být vyšetřeni všichni novorozenci v každém státě USA. Tato společnost vypracovala také postup posouzení založený na důkazech, který slouží k přidávání dalších chorob do programu novorozeneckého screeningu. Zavedení jednotného seznamu napříč celými Spojenými státy znamenalo, že všichni novorozenci budou vyšetřováni na stejný počet chorob. Toto doporučení však není pro jednotlivé státy závazné, a tak některé státy provádějí vyšetření na onemocnění, která na tomto seznamu doporučených chorob nejsou zahrnuta. Předtím, než byl plošný novorozenecký screening zaveden, byli novorozenci v každém státě testování na jiný počet onemocnění. 24. dubna 2008 podepsal prezident George W. Bush zákon o novorozeneckém screeningu (Newborn Screening Saves Lives Act of 2007). Hlavním cílem přijetí tohoto zákona bylo zvýšení povědomí o testování novorozenců mezi rodiči, zdravotníky a laickou veřejností. Dalším cílem bylo také zlepšit, rozšířit a zkvalitnit stávající programy novorozeneckého screeningu na státní úrovni.

## Metody

### Odběr vzorků
Testy se obvykle provádí ze vzorků plné krve, odebraných na speciální filtrační papír, který vynalezl Robert Guthrie. Filtrační papír je připojen k žádance, která obsahuje požadované informace o novorozenci a jeho rodičích, což zahrnuje datum a čas narození, datum a čas odběru, váhu a gestační věk novorozence. Tento dokument také obsahuje informaci, zda dítě podstoupilo transfuzi krve a zda dostalo nějakou další parenterální výživu (celková parenterální výživa). Většina kartiček na novorozenecký screening (Guthrieho kartiček) obsahuje také kontaktní informace na lékaře novorozence pro případ potřeby dalšího vyšetření či léčby. V kanadské provincii Quebecu probíhá novorozenecký screening na vzorcích plné krve (stejně jako v jiných částech Kanady), ale také zde probíhá dobrovolný program na vyšetření moče novorozenců. Jedná se o to, že rodiče odeberou vzorek moči novorozencům ve věku 21 dnů a následně ho odevzdají příslušné laboratoři na vyšetření dalších chorob.
Vzorky jsou při novorozeneckém screeningu odebírány v rozmezí 24 hodin až 7 dní po narození. Doporučuje se také, aby byl novorozenec před odběrem alespoň jednou nakojen. Jednotlivé samosprávy mívají obvykle konkrétnější požadavky; některé odebírají vzorky už 12 hodin po narození, zatímco jiné čekají až 48 hodin či déle. Každá laboratoř má jiná kritéria, co definuje přijatelný vzorek a kdy je potřeba odebrat vzorek jiný. Vzorky jsou obvykle odebírány v nemocnici. Po odběru jsou vzorky dopraveny do laboratoře, která je za screening zodpovědná. Do laboratoře vzorky přicházejí každý den. Ve Spojených státech amerických a Kanadě je novorozenecký screening povinný, rodiče však mají možnost jej písemně odmítnout. Takto je to v mnoha částech světa. Ve většině Evropy se novorozenecký screening provádí se souhlasem rodičů. Zastánci povinného testování tvrdí, že vyšetření je pro dítě to nejlepší a že rodičům by nemělo být povoleno jej odmítnout. V částech světa, kde je pro novorozenecký screening potřeba informovaný souhlas rodičů, však nejsou hlášeny zvýšené ceny testování ani snížený počet vyšetřených novorozenců ani výskyt testovaných chorob u dětí, které screening nepodstoupily.

### Laboratorní testy
Programy novorozeneckého screeningu zahrnují vyšetření novorozenců na vysoký počet onemocnění, proto se při nich využívá spousta různých laboratorních metod, a kromě těch také testování u lůžka pacienta na ztrátu sluchu, u kterého se používá test evokovaných sluchových potenciálů. Vyšetřují se také vrozené srdeční vady za použití pulzní oxymetrie. V začátcích novorozeneckého screeningu, tedy na začátku 60. let, byl používán jednoduchý test na principu inhibice bakterií. Vyšetření tehdy detekovalo pouze jedinou chorobu, kterou byla fenylketonurie. Rozšíření hmotnostní spektrometrie poté umožnilo rychlé změření hladiny acylkarnitinů a aminokyselin z jediné suché kapky krve. Tím se zvýšil počet onemocnění, která dokázal novorozenecký screening odhalit.
Na vyšetření galaktosémie a deficitu biotinidázy se používají enzymové metody. Pomocí imunologických testů se zase měří hladiny hormonů štítné žlázy při diagnostice kongenitální hypotyreózy a dále hladiny 17- alfa-hydroxyprogesteronu pro diagnostiku kongenitální adrenální hyperplázie. Molekulární metody se používají pro diagnostiku cystické fibrózy a závažného kombinovaného imunodeficitu (SCID – Severe combined imunodeficiency).

### Výsledky
Cílem je výsledky rodičům oznámit co nejdříve. Pokud jsou výsledky testů v normě, rodiče je obvykle nedostanou, obdrží je pouze nemocnice. Pokud laboratoř odhalí abnormální hodnoty, kontaktují zaměstnanci poskytovatele zdravotních služeb (obvykle sestry) po telefonu lékaře a nemocnici a snaží se zajistit vyšetření dítěte vhodným specialistou (v závislosti na onemocnění). Specializovaný lékař se následně pokusí diagnózu potvrdit opakováním testů jinou metodou či v jiné laboratoři nebo provedením jiných testů, které výsledek potvrdí či vyvrátí. Metoda použitá pro konfirmační vyšetření se liší podle typu výsledku počátečního vyšetření. Například: pro potvrzení zvýšených hladin určitého analytu se využívají testy specifické pro daný analyt, pro změření enzymové aktivity se používají funkční studie a identifikace konkrétních mutací, které onemocnění způsobují, se provádí pomocí genetických testů.
V některých případech může být po positivním výsledku nutné otestovat i ostatní členy rodiny, jako například sourozence, kteří nepodstoupili novorozenecký screening pro dotyčnou chorobu nebo matku dítěte. Specializovaný lékař rodině podle nutnosti poskytne informace a zahájí léčbu. Program novorozeneckého screeningu je pravidelně hodnocen a velké úsilí je vynakládáno na udržení systému, který zachytí každé nemocné dítě. Pokyny pro novorozenecký screening a následnou péči o novorozence vydala Americká pediatrická akademie (American Academy of Pediatrics) a Americká společnost lékařské genetiky (American College of Medical Genetics).

## V ČR
V ČR v současné době probíhá novorozenecký screening na následujících 20 onemocnění:
- a) endokrinní onemocnění (EO):
  - 1. kongenitální hypotyreóza (CH),
  - 2. kongenitální adrenální hyperplazie (CAH);
- b) dědičné poruchy metabolismu (DPM):
  - 1. argininémie (ARG),
  - 2. citrulinémie I. typu (CIT),
  - 3. deficit acyl-CoA dehydrogenázy mastných kyselin se středně dlouhým řetězcem (MCAD),
  - 4. deficit acyl-CoA dehydrogenázy mastných kyselin s velmi dlouhým řetězcem (VLCAD),
  - 5. deficit biotinidázy (BTD),
  - 6. deficit 3–hydroxyacyl-CoA dehydrogenázy mastných kyselin s dlouhým řetězcem (LCHAD)
  - 7. deficit karnitinpalmitoyltransferázy I (CPT I)
  - 8. deficit karnitinpalmitoyltransferázy II (CPT II)
  - 9. deficit karnitinacylkarnitintranslokázy (CACT)
  - 10. fenylketonurie (PKU) a hyperfenylalaninemie (HPA)
  - 11. glutarová acidurie typ I (GA I)
  - 12. homocystinurie z deficitu cystathionin beta-syntázy (CBS), pyridoxin nonresponzivní forma
  - 13. homocystinurie z deficitu methylentetrahydrofolátreduktázy (MTHFR)
  - 14. izovalerová acidurie (IVA)
  - 15. leucinóza (nemoc javorového sirupu, MSUD)
- c) cystická fibróza (CF)
- d) spinální muskulární atrofie (SMA)
- e) těžké kombinované imunodeficience (SCID)